# TŻ Iskra Ostrów Wielkopolski
TŻ Iskra Ostrów Wielkopolski – polski klub żużlowy z Ostrowa Wielkopolskiego. W latach 1992–1994 oraz 1996–2002 brał udział w rozgrywkach ligowych. W późniejszym czasie przestał funkcjonować.

## Historia klubu
Klub powstał przed sezonem 1992. W 1998 roku ostrowianie wystartowali w I lidze, jednak pobyt wśród najlepszych był jednorocznym epizodem. Od sezonu 2003 w lidze startował powstały pod koniec 2002 roku Klub Motorowy Ostrów.

## Poszczególne sezony
| Sezon | Rozgrywki ligowe | Rozgrywki ligowe | Rozgrywki ligowe | Uwagi                    |
| Sezon | Liga             | Liga             | Miejsce          | Uwagi                    |
| ----- | ---------------- | ---------------- | ---------------- | ------------------------ |
| 1992  | II               | II liga          | 9/11             |                          |
| 1993  | II               | II liga          | 6/10             |                          |
| 1994  | II               | II liga          | 7/10             |                          |
|       |                  |                  |                  |                          |
| 1996  | II               | II liga          | 5/12             |                          |
| 1997  | II               | II liga          | 2/11             |                          |
| 1998  | I                | I liga           | 10/10            |                          |
| 1999  | II               | II liga          | 4/13             |                          |
| 2000  | II               | I liga           | 8/8              |                          |
| 2001  | III              | II liga          | 2/7              | Przegrane baraże o awans |
| 2002  | III              | II liga          | 4/7              |                          |

| Poziom ligowy | Liczba sezonów | Sezony                          |
| ------------- | -------------- | ------------------------------- |
| I             | 1              | 1998                            |
| II            | 7              | 1992–1994, 1996–1997, 1999–2000 |
| III           | 2              | 2001–2002                       |

## Osiągnięcia

### Krajowe
Poniższe zestawienia obejmują osiągnięcia klubu oraz indywidualne osiągnięcia zawodników w rozgrywkach pod egidą PZM oraz GKSŻ.

#### Mistrzostwa Polski
Młodzieżowe mistrzostwa Polski par klubowych
- 1. miejsce (1): 1999

### Międzynarodowe
Poniższe zestawienia obejmują osiągnięcia klubu oraz indywidualne osiągnięcia zawodników krajowych (w zawodach drużynowych, par i indywidualnych) i zagranicznych (w zawodach indywidualnych) w rozgrywkach pod egidą FIM oraz FIM Europe.

#### Mistrzostwa Europy
Indywidualne mistrzostwa Europy juniorów
- 2. miejsce (1):
  - 1999 –  Karol Malecha